# Наступні 10 років
«Наступні 10 років. 2011—2021» (англ. «The Next Decade. Where We've Been... And Where We're Going») — книжка американського політолога Джорджа Фрідмана, де наводиться прогноз геополітичних змін, які повинні відбутися в 2011—2021 роках. Видана в 2010 році.

## Зміст книги
Аналіз існуючих глобальних і регіональних тенденцій, з якого випливають висновки про логіку поведінки основних суб'єктів світової політики, насамперед США в період 2011—2021 роки.
У довгостроковій перспективі Росія — слабка країна. США намагаються робити все можливе, щоб блокувати російсько-німецьке зближення й обмежити вплив Росії на Європу. В цих планах стратегічну роль відведено Польщі.